# Le Dragon mécanique
Pour plus de détails, voir Fiche technique et Distribution.
Le Dragon mécanique ou La Tanière du dragon (Dragon Around) est un dessin animé de la série des Donald produit par Walt Disney pour Buena Vista Pictures et RKO Radio Pictures, sorti le 16 juillet 1954.

## Synopsis
Tac se passionne pour les contes de dragons et de chevaliers. Aussi lorsque Donald arrive dans un bulldozer afin de construire une route à l'emplacement de leur arbre, il croit, ainsi que Tic, avoir affaire à un dragon...

## Fiche technique
- Titre original : Dragon Around
- Titre français : Le Dragon mécanique ou La Tanière du dragon
- Série : Donald Duck
- Réalisateur : Jack Hannah
- Scénaristes: Roy Williams et Nick George
- Animateurs: Bill Justice et Volus Jones
- Effets visuels: Dan McManus
- Layout: Yale Gracey
- Background: Ray Huffine
- Musique : Oliver Wallace
- Voix[2] : Clarence Nash (Donald), James MacDonald (Tic), Dessie Flynn (Tac)
- Producteur : Walt Disney
- Société de production : Walt Disney Productions
- Distributeur : Buena Vista Pictures et RKO Pictures
- Date de sortie : 16 juillet 1954
- Format d'image : couleur (Technicolor)
- Son : Mono (RCA Photophone)
- Durée : 6 min 46 s
- Langue : (en)
- Pays :  États-Unis

## Voix françaises
- Sylvain Caruso : Donald Duck
- Béatrice Belthoise : Tic
- Philippe Videcoq : Tac

## Commentaires
Sur la plateforme Disney+, le cartoon est renommé La Tanière du Dragon

## Titre en différentes langues
D'après IMDb :
- Finlande : Hirvittävä lohikäärme, Lohikäärme lähistöllä et Tiku ja Taku seikkailevat
- Suède : Kalle Anka och draken